# Herrschaft Remse
Die Herrschaft Remse war ein bis ins 19. Jahrhundert unter der Patrimonialgerichtsbarkeit der Herren von Schönburg stehender Verwaltungsbezirk unter kursächsischer Lehnsherrschaft. Er entwickelte sich aus dem Besitz des 1533 aufgelösten Klosters Remse und befindet sich heute im sächsischen Landkreis Zwickau.
Bis zum Ende der sächsischen Ämterverfassung im Jahr 1856 bildete die Herrschaft Remse den räumlichen Bezugspunkt für die Einforderung landesherrlicher Abgaben und Frondienste, für Polizei, Rechtsprechung und Heeresfolge. Verwaltungssitz war das zum Schloss umfunktionierte Kloster Remse in Remse.

## Geographische Lage
Das kleine Gebiet der Herrschaft Remse befand sich in einem schmalen Streifen beiderseits der Zwickauer Mulde zwischen Glauchau im Südwesten und Waldenburg im Nordosten. Als südlichste der schönburgischen Lehnsherrschaften unter sächsischer Oberherrschaft lag die Herrschaft Remse zwischen den Schönburgischen Rezessherrschaften Glauchau im Südwesten und Waldenburg im Nordosten. Im Nordwesten befanden sich kleinere territorial vom Kerngebiet abgetrennte Parzellen und einige Parzellen der angrenzenden Verwaltungseinheiten. In diesem Bereich grenzte die Herrschaft Remse an das Kreisamt Altenburg des Herzogtums Sachsen-Altenburg und an die unter sächsischer Oberherrschaft stehenden schönburgischen Grundherrschaften Ziegelheim und Tirschheim (lediglich eine Exklave). Das ebenfalls unter sächsischer Oberherrschaft stehende Patrimonialgericht Abtei Oberlungwitz (zwei Parzellen), welches ab 1592 durch die Herrschaft Remse verwaltet wurde, lag als Exklave östlich der schönburgischen Herrschaft Lichtenstein. Im Süden grenze Abtei Oberlungwitz an das sächsische Amt Stollberg.
Das Gebiet der einstigen Herrschaft Remse befindet sich heute im nördlichen Teil des sächsischen Landkreises Zwickau. Die Orte gehören heute zu den Städten Waldenburg und Glauchau sowie zu den Gemeinden Remse, Schönberg und Oberwiera. Abtei Oberlungwitz gehört zur Stadt Oberlungwitz im Osten des Landkreises Zwickau.

## Angrenzende Verwaltungseinheiten
Die Angaben beziehen sich auf das Kerngebiet der Herrschaft Remse.
|                    | Kreisamt Altenburg, Grundherrschaft Ziegelheim, Grundherrschaft Tirschheim (Exklave) |                       |
| Kreisamt Altenburg | Kompassrose, die auf Nachbargemeinden zeigt                                          | Herrschaft Waldenburg |
|                    | Herrschaft Glauchau                                                                  |                       |

## Geschichte

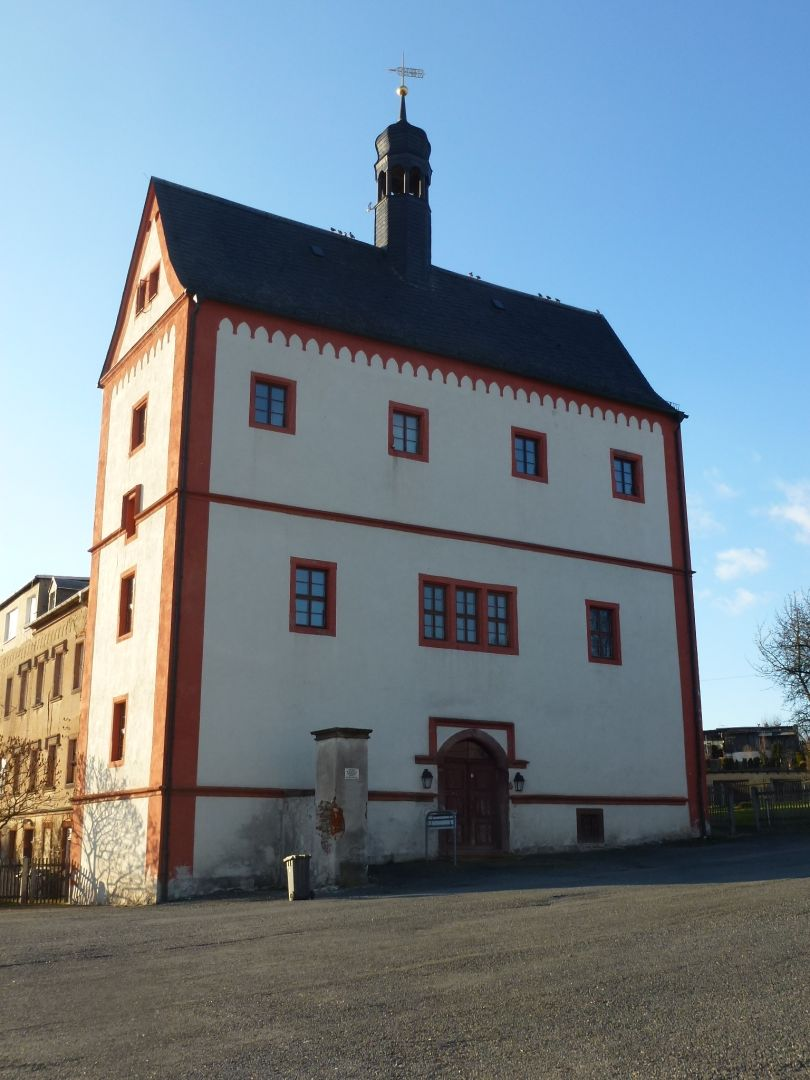
„Roter Stock“, mutmaßlicher Rest der Klosterkirche Remse (Westwerk)

### Das Kloster Remse (1143 bis 1533)
Das wegen seiner roten Farbe des verwendeten Baumaterials als Roter Stock bezeichnete Benediktiner-Nonnenkloster in Remse nördlich von Glauchau soll durch eine Schenkung des römisch-deutschen Königs Konrad III. im Jahre 1143 als Tochterkloster des Klosters Bürgel bei Jena gegründet worden sein. Seit 1216 ist für dieses der Name Remse belegt. Grundlage der wirtschaftlichen Festigung der Anlage war eine Schenkung von 100 Königshufen Rodungsland (rund 50 Hektar) rechts und links der Zwickauer Mulde bei Waldenburg und acht Dörfern an das Mutterkloster in Bürgel. Aufgrund der vom deutschen König getätigten Stiftung war das Kloster reichsunmittelbar und stand unter der Schutzherrschaft des Königs.
Obwohl das Kloster Remse rechtlich keine Selbstständigkeit besaß, war es wirtschaftlich eigenständig. Im Jahr 1254 erwarb es das eigene Vogteirecht, wodurch es sich seinen Schutzherrn selbst aussuchen konnte. Die Wirtschaftlichkeit des Klosters war hingegen gering, obwohl es weitere Dörfer im Umland (Weidensdorf, Kertzsch, Kleinchursdorf, Wickersdorf (anteilig bis 1488), Schwaben (anteilig bis 1488), Oertelshain, Oberwinkel, Ebersbach, Grumbach (bis 1495), Reichenbach (1243–1488), Oberwiera (Anteil ab 1365), das Rittergut Tettau mit Tettau, Oberdorf und Wünschendorf (1492)) hinzuerwerben konnte.
Ab 1254 beanspruchten die Herren von Waldenburg bzw. ab 1375/1378 die Herren von Schönburg die Schutzherrschaft (Vogteirecht) über das Kloster Remse, was der Abt des Klosters Bürgel jedoch abzuwehren versuchte. Die Streitigkeiten zwischen den Schönburgern und dem Kloster, insbesondere um Güter und deren Nutzung, konnten schließlich durch einen Kompromiss beigelegt werden. Den Schönburgern wurde u. a. die Jagd am rechten Ufer der Zwickauer Mulde zugebilligt. Durch die Leipziger Teilung 1485 gehörte das Kloster Remse mit seinem Besitz zum ernestinischen Kurfürstentum Sachsen. Nach Streitigkeiten zwischen dem Kloster Remse und den Herren von Schönburg erfolgte im Jahr 1488 im Torgauer Urteil durch den sächsischen Kurfürsten Friedrich dem Weisen der Zuspruch von Tirschheim, Reichenbach und Anteilen von Wickersdorf und Schwaben an Ernst von Schönburg. Diese unter kursächsischer Lehnsherrschaft stehenden Orte wurden fortan als Grundherrschaft Tirschheim durch die Schönburgischen Herrschaften verwaltet.
Zu Beginn des 15. Jahrhunderts kam das Kloster Remse durch ständigen Erwerb von Grundbesitz zu einer gewissen Blüte. Infolge des Bauernkrieges verließ im Jahr 1525 der letzte Benediktinerabt von Bürgel sein Kloster und ging ins Tochterkloster nach Remse, um von da unterstützt zu werden. Das Kloster Bürgel wurde im Jahr 1526 aufgehoben. Das Tochterkloster Remse wiederum wurde im Zuge der Einführung der Reformation im ernestinischen Kurfürstentum Sachsen und der Säkularisation des geistlichen Besitzes im Jahr 1533 durch den sächsischen Kurfürsten Johann Friedrich I. formell aufgelöst. Den Nonnen wurde es freigestellt, die nunmehrige Domäne zu verlassen oder zu bleiben. Im zweiten Fall mussten sie die Ordenskleidung ablegen und sich den Anordnungen der Visitatoren fügen. In der Folgezeit verfiel die Klosterkirche.

### Die Herrschaft Remse (1533 bis 1856)
Der als kurfürstliche Domäne genutzte Remser Klosterbesitz ging zehn Jahre später zeitgleich mit den Ämtern Penig und Wechselburg, die gegen die Schönburgischen Ämter Hohnstein, Lohmen, Wehlen in der Sächsischen Schweiz und der Herrschaft Kriebstein bei Mittweida im Jahre 1543 eingetauscht wurden, in den Lehnsbesitz der Herren von Schönburg über. Die Landeshoheit verblieb jedoch beim Kurfürstentum Sachsen. Durch den Erwerb der aus kursächsischer Sicht abgelegenen Herrschaft Remse konnten die Herren von Schönburg eine Lücke zwischen den Schönburgischen Herrschaften Glauchau und Waldenburg schließen. Die Herren von Schönburg nutzten das einstige Kloster zunächst als Rittergut. Später erfolgte der schlossähnliche Umbau. Allerdings residierten die Herren von Schönburg nur selten in dem nach 1750 stark verfallenen Gebäude.
Der Erwerb der Herrschaft Remse im Jahr 1543 erfolgte in einer Zeit, in der die drei Söhne
Georg I. von Schönburg-Glauchau (1529–1585), Hugo I. von Schönburg-Waldenburg (1530–1566), und Wolf II. von Schönburg-Penig (1532–1581) des 1534 verstorbenen Ernst II. von Schönburg (* 1486, † 1534) durch zwei Vormünder vertreten wurden. Dieser Zustand dauerte bis 1550 an, als Georg I. von Schönburg-Glauchau für seine Brüder die Regierungsgeschäfte übernahm. Die drei Brüder schlossen am 1. Mai 1556 einen Familienvertrag über die Aufteilung der Schönburgischen Herrschaften. Die Herrschaft Remse gelangte zusammen mit der Herrschaft Glauchau an Georg I. von Schönburg-Glauchau (1529–1585), welcher die Linie Schönburg-Glauchau begründete. Unter Georgs Sohn August(us) von Schönburg-Glauchau (1583–1610) erfolgte im Jahr 1592 der Kauf von Abtei Oberlungwitz, welches bisher zum Streubesitz des 1536 säkularisierten Klosters Grünhain und des ihm nachfolgenden Amts Grünhain gehörte. Der Kauf erfolgte als Kompensation des um 1590 an das Kurfürstentum Sachsen abgetretenen schönburgischen Hausklosters Geringswalde. Da es sich bei Abtei Oberlungwitz um ein kursächsisches Rittergut handelte, bildeten die Herren von Schönburg daraus ein eigenes Patrimonialgericht, das der Herrschaft Remse unterstellt wurde. Aufgrund des plötzlichen Todes des kinderlosen August von Schönburg erlosch die Linie Schönburg-Glauchau im Jahr 1610 bereits in der zweiten Generation. Nach einem fünf Jahre dauernden Konflikt erkaufte Wolf Ernst von Schönburg-Remissau (1582–1623) im Jahr 1615 die Herrschaften Glauchau und Remse, wodurch er allerdings seine Schulden deutlich vermehrte. Vermutlich war dies ein Grund des Mordes an seinem Bruder Otto Wilhelm von Schönburg (1587–1617) am 28. November 1617 auf Schloss Hinterglauchau. Nach dem Tod von Wolf Ernst von Schönburg-Remissau im Jahr 1623 versuchten seine Geschwister, Wolf Ernsts Sohn Gottfried Ernst von Schönburg-Remissau († 1679) von der Erbfolge auszuschließen. Auf Veranlassung Kursachsens mussten sie jedoch im Jahr 1628 der Wiederaufnahme in den Familienverband vertraglich zustimmen. Nachdem Gottfried Ernst von Schönburg-Remissau seine Mündigkeit erreicht hatte, erlangte er im Jahr 1647 die volle Erbberechtigung der Linie Schönburg-Glauchau. Er erhielt zunächst nur das Gut Berthelsdorf und im Jahr 1655 die Herrschaft Remse, wohin er auch seine Residenz verlegte. Die Herrschaft Remse war 1651 an Gottfried Ernsts Onkel Christian von Schönburg-Penig (1598–1664) gekommen. Im Jahr 1661 erhielt Gottfried Ernst noch ein Drittel der Herrschaft Glauchau und nach Christian von Schönburgs Tod im Jahr 1664 die Herrschaft Rochsburg. Da die aufgrund der Auswirkungen des vergangenen Dreißigjährigen Kriegs gezeichneten Besitzungen keine ausreichenden Einkünfte boten, versuchte er 1659 vergebens, die Herrschaft Remse wieder zu verkaufen. Von 1666 bis 1671 verweigerten ihm die Bauern aus Pfaffroda während des sogenannten „Pfaffrodaer Hut- und Triftkrieges“, seine Schafe auf ihren Feldern weiden zu lassen.
Nach dem Tod von Gottfried Ernst von Schönburg-Remissau im Jahre 1679 erhielten seine beiden Söhne Christian Ernst von Schönburg-Remissau (1655–1718) und August Ernst von Schönburg-Remissau (1666–1729) die Herrschaften Rochsburg und Remse, sowie nach dem Teilungsvertrag der Herrschaft Glauchau im Jahr 1681 die Herrschaft Hinterglauchau (4/9 des Gebiets) gemeinsam. Bei der brüderlichen Teilung im Jahr 1689 behielt Christian Ernst von Schönburg-Remissau die Herrschaften Hinterglauchau und Remse, während sein Bruder August Ernst von Schönburg, der 1729 kinderlos starb, die Herrschaft Rochsburg bekam. Unter Christian Ernsts Söhnen wurde die Teilung derart gestaltet, dass der älteste Sohn, Otto Ernst von Schönburg-Remissau (1681–1746) sich gegen eine Abfindung an seine drei jüngeren Brüder die Besitzanteile an der Herrschaft Hinterglauchau sicherte, während die anderen drei Brüder die Herrschaft Remse mit Abtei Oberlungwitz erhielten. Da diese drei Brüder allerdings unvermählt starben, ging die Herrschaft Remse samt Abtei Oberlungwitz gemeinsam mit der Herrschaft Hinterglauchau an die drei Söhne von Otto Ernst. Der erste Bruder, Heinrich Ernst von Schönburg-Rochsburg (1711–1777) erhielt die Herrschaft Rochsburg. Der zweite Bruder, Albert Christian Ernst von Schönburg-Hinterglauchau (1720–1799), ein Gegner des Rezesses von 1740, konnte sich die alleinigen Anteile an der Herrschaft Hinterglauchau sichern. Der dritte Bruder, Johann Ernst von Schönburg erhielt die Herrschaft Remse mit Abtei Oberlungwitz. Von diesem erkauften sie im Jahr 1787 seine Vettern, die Brüder Carl Heinrich III. Graf von Schönburg (1757–1815) und Wilhelm Albrecht Heinrich von Schönburg-Forderglauchau (1762–1815). Aufgrund hoher Verschuldung mussten sie die Herrschaft Remse samt Abtei Oberlungwitz im Jahr 1793 an den Dresdner Kaufmann und Bankier, sowie kurfürstlich sächsischen Hofkammerrat Christian Friedrich Freiherr von Gregory verkaufen. 1797 kaufte Fürst Otto Carl Friedrich von Schönburg-Stein die Herrschaft Remse samt Abtei Oberlungwitz zurück. Die Herrschaft Remse mit dem Gericht Abtei Oberlungwitz kam somit unter die Verwaltung der fürstlichen, oberen Linie Schönburg-Waldenburg, welche anschließend Otto Carl Friedrichs Sohn Otto Victor I. von Schönburg (1785–1859) führte.
Aufgrund der sächsischen Landes- und Lehnshoheit über die Herrschaft Remse und dem Gericht Abtei Oberlungwitz waren die Herrschaftsrechte der Herren von Schönburg in diesem Gebiet nur von grundherrlicher Art. Sie trugen den Charakter eines Patrimonialgerichts und waren der Verwaltung des kursächsischen bzw. königlich-sächsischen Amts Zwickau unterstellt. Bezüglich der Gerichtsbarkeit bestand zu Beginn des 19. Jahrhunderts das Fürstlich-schönburgische Justizamt Remse, dem folgende schönburgische Besitzungen unter sächsischer Landeshoheit angehörten: Herrschaft Remse mit dem Gericht Abtei Oberlungwitz, Grundherrschaft Tirschheim, Grundherrschaft Ziegelheim und das zum Rittergut Callenberg gehörige Patrimonialgericht Mühlau. Bezüglich der finanziellen Abgaben gehörte die Herrschaft Remse seit 1797 zum Rentamt der schönburgischen Rezessherrschaft Waldenburg. Aufgrund der einstigen Zugehörigkeit zum Kloster Grünhain war Abtei Oberlungwitz nach dem Verkauf an die Herren von Schönburg aufgrund der kursächsischen Oberhoheit der Verwaltung des Amts Grünhain unterstellt. Ab 1816 gehörte Abtei Oberlungwitz wie auch die Herrschaft Remse bezüglich der sächsischen Oberherrschaft zum königlich-sächsischen Amt Zwickau.
Aufgrund der im Jahr 1831 verabschiedeten Sächsischen Verfassung und der dadurch gegebenen staatsrechtlichen Vereinheitlichung des Königreiches Sachsen wurde auch eine administrative Neugliederung des Staatsgebietes erforderlich. Mit Verordnung vom 6. April 1835 wurde die Herrschaft Remse wie auch das Amt Zwickau der zweiten Amtshauptmannschaft des Kreisdirektionsbezirks Zwickau zugeteilt. Die Schönburgischen Rezessherrschaften hingegen, zu der auch die Herrschaft Waldenburg gehörte, wurden vom schönburgischen Kanzleidirektor zu Glauchau innerhalb der Kreisdirektion Zwickau verwaltet. Der von der Herrschaft Remse getrennt liegende Gerichtsbezirk Abtei Oberlungwitz wurde im Jahr 1836 in das königlich-sächsische Amt Stollberg eingegliedert.
Am 25. September 1856 wurden die gerichtlichen Befugnisse der Herrschaft Remse und der Grundherrschaften Tirschheim und Ziegelheim an den sächsischen Staat abgetreten. Die dazugehörigen Orte wurden seitdem bis zur Neuordnung der Verwaltung im Königreich Sachsen im Jahr 1875 durch das Gerichtsamt Remse verwaltet. Ab 1875 gehörten die Orte des Gerichtsbezirks Remse zunächst zur Amtshauptmannschaft Zwickau. Abtei Oberlungwitz wurde hingegen im Jahr 1856 dem Gerichtsamt Stollberg und 1875 der Amtshauptmannschaft Chemnitz zugeteilt. Nachdem auf dem Gebiet der Rezessherrschaften Schönburg im Jahr 1878 eine Verwaltungsreform durchgeführt wurde, kamen die Orte der einstigen Herrschaft Remse mit dem gesamten ehemaligen Gerichtsamtsbezirk Remse ebenso wie Abtei Oberlungwitz im Jahr 1880 zur neu gegründeten sächsischen Amtshauptmannschaft Glauchau.
Das Rittergut Remse hingegen gehörte bis zur Bodenreform in der Sowjetischen Besatzungszone im Jahr 1945 und der damit einhergehenden Enteignung den Fürsten von Schönburg-Waldenburg.

## Zugehörige Orte
Dörfer
| - Breitenbach - Ebersbach - Franken (anteilig) (1) - Harthau (sächs. Anteil) (2) - Kertzsch - Kleinchursdorf | - Lipprandis (anteilig) (3) - Neukirchen (sächs. Anteil) (2) - Oberdorf - Oberwiera (Anteil) (4) - Oberwinkel (außer die Glänzelmühle) (4) | - Oertelshain - Remse - Tettau - Weidensdorf - Wünschendorf |

Klöster, Schlösser, Rittergüter und Vorwerke
- Schloss Remse, vor 1533 Kloster Remse
- Vorwerk Breitenbach

Patrimonialgericht Abtei Oberlungwitz (1592–1836)